# Vilanova de Segrià
Vilanova de Segrià (em catalão e oficialmente) ou Vilanova de Segrià (em castelhano) é um município da Espanha província de Lérida, comunidade autónoma da Catalunha. Tem 8,5 km² de área e em 2021 tinha 1 000 habitantes (densidade: 117,6 hab./km²). Situa-se no norte da comarca de Segrià, no limite com a de Noguera.

## Demografia
| Variação demográfica do município entre 1991 e 2004 [carece de fontes?] | Variação demográfica do município entre 1991 e 2004 [carece de fontes?] | Variação demográfica do município entre 1991 e 2004 [carece de fontes?] | Variação demográfica do município entre 1991 e 2004 [carece de fontes?] |
| ----------------------------------------------------------------------- | ----------------------------------------------------------------------- | ----------------------------------------------------------------------- | ----------------------------------------------------------------------- |
| 1991                                                                    | 1996                                                                    | 2001                                                                    | 2004                                                                    |
| 672                                                                     | 705                                                                     | 759                                                                     | 765                                                                     |